# Српски културни центар „Стеван Сремац” Сента
Српски културни центар „Стеван Сремац” Сента, основан је 2005. године у Сенти под именом Завичајна фондација Стеван Сремац, а име Српски културни центар „Стеван Сремац” добија 2017. године. Улога установе је да представи културно и уметничко стваралаштво и наслеђе Општине Сента. А такође има за циљ да допринесе очувању, истраживању, проучавању, представљању, прикупљању и подстицању домаћег културног и уметничког наслеђа и стваралаштва.

## О установи
Српски културни центар „Стеван Сремац” Сента, је кућа у којој је рођен 1855. године  Стеван Сремац, познати српски писац. 
Завичајна фондација „Стеван Сремац” је основана 2005. године у родној кући познатог српског књижевника, а од 1. јануара 2017. године установа почиње да ради под именом Српски културни центар Стеван Сремац. Намена Установе да очува и унапреди српску културну баштину Сенте, као и да настави неговање српског језика и српске традиције тога краја.

### Намена
У самој Установи се налази стална изложбена поставка Стевана Сремца где је представљен његов живот и рад  као и оно што је он створио и радио у младости. СКЦ „Стеван Сремац” Сента у својим просторијама организује промоције књига, књижевне вечери и историјске трибине. У оквиру СКЦ „Стеван Сремац” Сента је основан и фолклорно играчки ансамбл, а певачко друштво Зора наставља традиције црквеног певачког друштва с краја 19. века. СКЦ је до сада издао неколико књига везаних за дело Стевана Сремца, а у плану је да сваке године изда по једну. 
СКЦ „Стеван Сремац” Сента сада, а Задужбина 2008. године је покренула алманах Бележник. У Бележнику се налазе  текстови наших стручњака који су се бавили или се баве животом, делом и радом Стевана Сремца.

## Сарадња са другим установама
СКЦ „Стеван Сремац” Сента има сарадњу са научним и стручним установама које се баве очувањем и унапређењем српске културе и традиције, а и животом и радом Стевана Сремца. СКЦ „Стеван Сремац” Сента сарађује са  Матицом српском, Народним музејом из Ниша, Народном библиотеком Србије, Нишким културним центром и другим сличним институцијама. Поред сарадње са овим институцијама, има  и сарадњу са појединцима који се баве животом и радом Стевана Сремца: Матија Бећковић, песникиња Тања Крагујевић, проф. др Михајло Пантић, професор Филолошког факултета у Београду, Јован Младеновић, кустос Народног музеја из Ниша, Стана Динић-Скочајић, писац из Ниша и многи други.